# Resolució 1616 del Consell de Seguretat de les Nacions Unides
La Resolució 1616 del Consell de Seguretat de les Nacions Unides fou adoptada per unanimitat el 29 de juliol de 2005. Després de recordar totes les resolucions anteriors sobre la situació a la República Democràtica del Congo, incloses les resolucions 1493 (2003), 1533 (2004), 1552 (2004), 1565 (2004), 1592 (2005) i 1596 (2005), el Consell van ampliar les sancions contra el país per un any més després que les parts pertinents no compleixin les seves demandes.

## Resolució

### Observacions
El Consell va començar reiterant la seva preocupació per la presència de grups armats a l'est de la República Democràtica del Congo, a més del flux d'armes dins i fora del país. Reconeixia les connexions entre l'explotació i el comerç il·legals de recursos naturals i el tràfic d'armes com un dels factors que alimentaven els conflictes a la regió dels Grans Llacs d'Àfrica.

### Actes
Actuant en virtut del Capítol VII de la Carta de les Nacions Unides, el Consell va assenyalar el fet que les parts interessades de la República Democràtica del Congo no complissin les exigències del Consell de Seguretat i, per tant, van ampliar les sancions fins al 31 de juliol de 2006; les mesures serien revisades si es complien les parts.
El secretari general de les Nacions Unides, Kofi Annan, va demanar que es restablís un grup d'experts fins al 31 de gener de 2006 per vigilar l'aplicació de les sancions i el compliment del Consell de Seguretat demandes